# Crispin Bonham-Carter
Crispin Bonham-Carter, född 23 september 1969 i Colchester i Essex, är en brittisk före detta skådespelare och teaterdirektör, numera verksam som lärare. Han är brylling med Helena Bonham Carter.

## Filmografi i urval
- 1992 - Howards End
- 1993 - The Scarlet and the Black (miniserie)
- 1995 – Full Throttle (TV-film)
- 1995 - Stolthet och fördom (miniserie)
- 1996 - Highlander (TV-serie)
- 1996 - Accused (TV-serie)
- 1997 - Cadfael (TV-serie)
- 1997 - Millie (miniserie)
- 1998 - Game-On (TV-serie)
- 1998 - Basil
- 1998 - The Gift (TV-film)
- 1998 - Svindlande höjder (TV-film)
- 2001 - I mördarens sinne (TV-film)
- 2001 - Bridget Jones dagbok
- 2001 - Victoria & Albert (TV-film)
- 2001 - Helt hysteriskt (TV-serie)
- 2001 - Murder Rooms: Mysteries of the Real Sherlock Holmes (TV-serie)
- 2001-2002 - Kultjägarna (TV-serie)
- 2002 - Cityakuten (TV-serie)
- 2004 - Auf Wiedersehen, Pet (TV-serie)
- 2004 - Rosemary & Thyme (TV-serie)
- 2006 - Suez: A Very British Crisis (dokumentär)
- 2006 - Casino Royale